# 澤勒邁火山

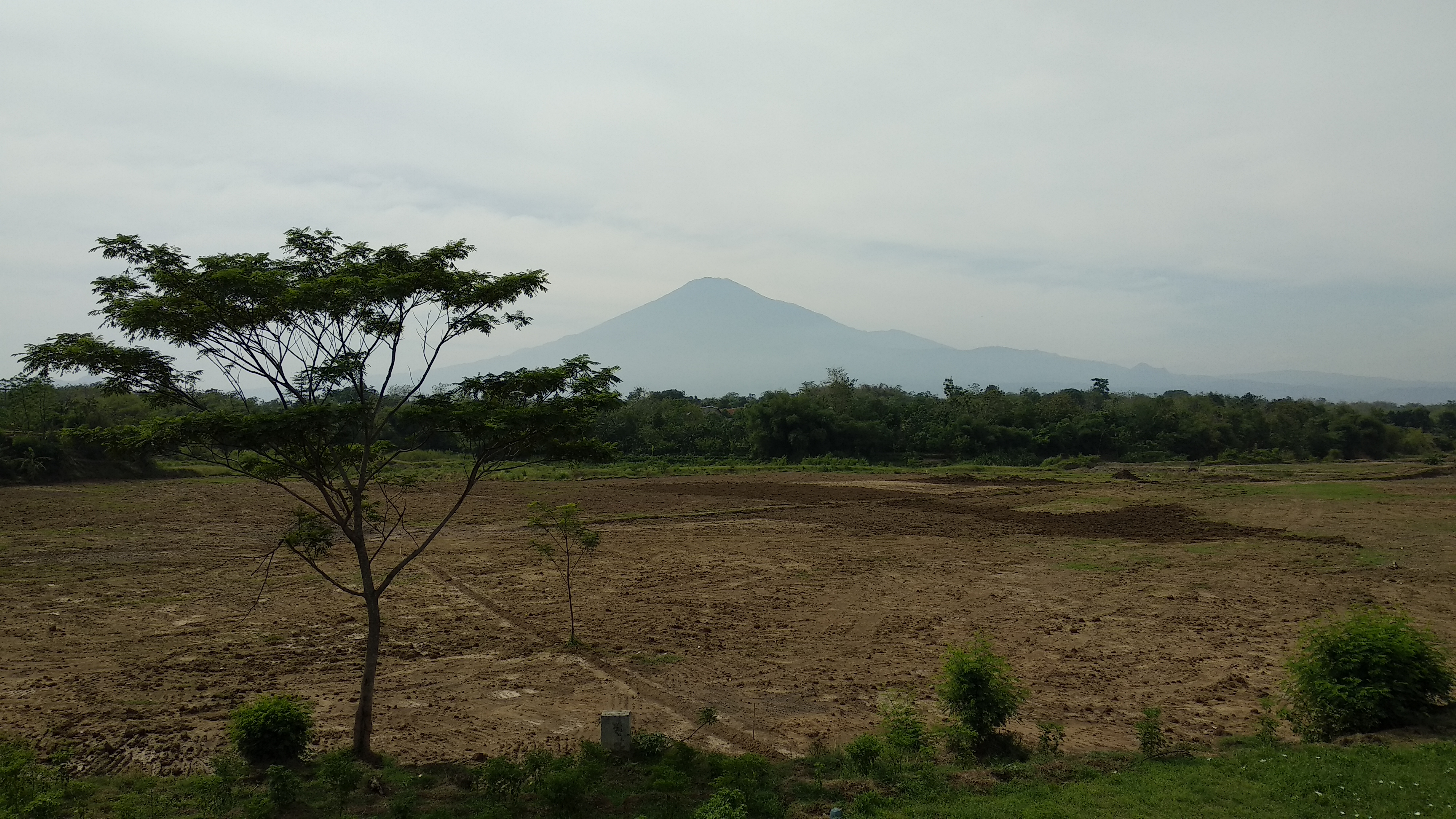
從西爪哇Majalengka Regency Jatiwangi區看到的山景

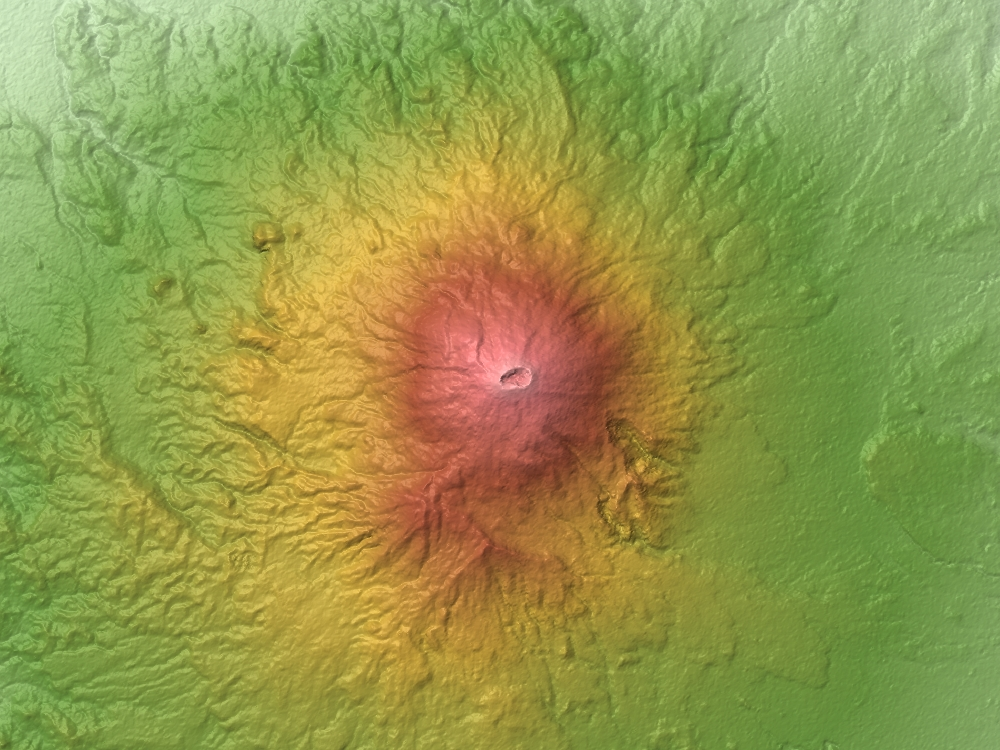
地形圖

澤勒邁火山（英語：Mount Ciremai/Cereme, or Ciremay）是印度尼西亞西爪哇省一座主要的对称层状火山。它位于主要城镇井里汶的西南部。从爪哇省北海岸的主要东西走廊（雅加达 - 泗水）铁路线向南，澤勒邁山清晰可见。它是西爪哇省的最高峰。

## 地理
澤勒邁山頂有一個0.5公里寬的火山口。歷史上火山爆發相對少見，但曾記錄過山頂的爆炸活動和火山泥流。 澤勒邁山尤其重要，因為它是西爪哇省的最高峰。 「Ceremai」或「Ciremai」的名字源自於巽他語中「西印度醋栗」的意思。
近幾十年來，澤勒邁山和爪哇島上其他許多山峰一樣，都出現了嚴重的森林砍伐。根據2012年底報道，澤勒邁山的森林砍伐面積已達4,000公頃，而其總面積僅15,000公頃。據稱，砍伐原因包括非法砍伐、採砂（通常用於附近地區的建築工程）以及森林火災。  此類森林砍伐造成的一些後果在澤勒邁山附近靠近大海的井里汶地區尤為明顯，包括向北流入爪哇海的河流大量淤積，以及低地地區洪水氾濫的頻率增加。
許多小溪流的源頭都發源於澤勒邁山的山坡。大多數小溪向西北流向馬賈倫卡，匯入西北部的馬努克河，該河在因德拉馬尤附近流入爪哇海。在東南側，瓦杜克·達瑪河（Waduk Darma）作為水庫，靠近一條小溪，該小溪向東流入西爪哇河（Cisanggarung），隨後蜿蜒向北，成為西爪哇和中爪哇的分界線。

## 旅遊和休閒
澤勒邁山的山坡上有許多休閒和旅遊景點。
包括公園和咖啡館在內的各個景點吸引了大批來自井里汶的遊客。位於澤勒邁山山坡上的林牙耶蒂博物館記錄了1946年印尼獨立鬥爭期間的重要歷史事件--《林牙耶蒂協議》（Linggadjati Agreement），每逢週末都會吸引許多遊客。澤勒邁火山國家公園圍繞著山坡延伸了相當長的一段距離。
澤勒邁山東坡有幾處有趣的地方，深受遊客和參觀者的喜愛。在井里汶（Cirebon）和庫寧安（Kuningan）市之間的芝裡穆斯（Cilimus）鎮附近，有一處名為桑坎胡里普（Sangkanhurip）的天然火山溫泉。它是井里汶和庫寧安居民喜愛的水療和休閒勝地。清澈的泉水和芝古古爾（Cigugur）和芝布蘭（Cibulan）的池塘構成了天然的游泳池，也是珍稀的大鳞结鱼（Kancra bodas）魚的棲息地，當地人視其為聖魚。 山頂周圍的山坡上分佈著森林保護區，但最受歡迎的森林保護區位於東坡的林牙耶蒂（Linggajati）。在庫寧安市附近的東南坡，有芝帕里（Cipari）巨石遺址，它是印尼史前時期重要的考古遺址。
登山者團體（包括學生團體）經常攀登此山峰。來回一趟通常需要12小時或更長的時間，有些團體還要在山上露營一晚。與印尼其他地區的情況一樣，登山團體在開始攀登之前必須向當地官員登記。由於沒有經驗的登山者有時會遇到相當大的困難，因此必須小心謹慎。登山團體通常從東邊的林牙耶蒂、南邊靠近Cigugur鎮的Palutungan或西邊的Majalengka開始登山。